# امیلز لیپیش
امیلز لیپیش (انگلیسی: Emīls Liepiņš؛ زادهٔ ۲۹ اکتبر ۱۹۹۲ ‏(۳۲ سال)) دوچرخه‌سوار اهل لتونی است.
از باشگاه‌هایی که در آن بازی کرده‌است می‌توان به تیم ترک-سگافردو، تیم دوچرخه‌سواری وان، دلکو–مارسی پوونس کی‌تی‌ام، و دابلیوبی ورانکلاسیک آکوا پروتکت اشاره کرد.